# Dimtschewo
Dimtschewo (bulgarisch Димчево) ist ein Dorf in der Gemeinde und Bezirk/Oblast Burgas im Südosten Bulgariens.

## Lage
Darf Dorf befindet sich an den nördlichen Ausläufen des Strandscha-Gebirges, nah der Mündung des Flusses Fakija in den Mandra-See rund 12 km vom Gemeindezentrum Burgas.
In der Nähe des Dorfes befinden sich die Überreste der alten Festung Skafidia, die in der Antike und Mittelalter ein wichtiger Vorhafen von Develtum war.

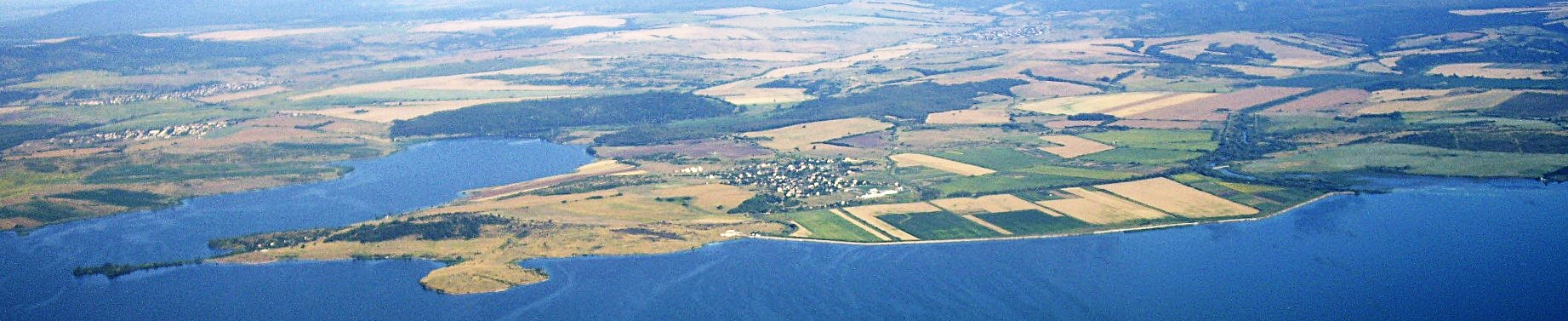
Der Mandra-See im Vordergrund, Dimtschewo in der Mitte und das Strandscha-Gebirge im Hintergrund. Rechts vom Dimtschewo das Naturschutzgebiet Mündung des Flusses Isworska und dahinter das Dorf Iswor. Links von Dimtschewo die Dörfer Twardiza und dahinter Marinka.